# Balkanisation
Le terme de balkanisation est utilisé pour décrire le processus de fragmentation et de division d’une région ou d’un État en des États et régions plus petits et souvent hostiles les uns envers les autres.
Notion politique dérivée du toponyme Balkans, elle est utilisée pour la première fois par un Allemand, Walther Rathenau, en septembre 1918, dans une interview publiée par le New York Times, sans pour autant renvoyer explicitement aux réalités du sud-est de l’Europe (c'est-à-dire des Balkans). Le mot entre finalement de façon durable dans le vocabulaire politique après l’adoption des traités consécutifs à la Première Guerre mondiale. Ce rapprochement terminologique d’un processus de fragmentation politique avec les particularités de cette région de l’Europe constitue une imprécision devenue représentation courante.
Au sens strict, il y a eu deux « balkanisations » distinctes : une durant la Première Guerre mondiale, et une après la mort de Tito. Au sens élargi, le terme a aussi servi ultérieurement à qualifier d’autres processus de morcellement d’unités politiques et géographiques en plusieurs États à la viabilité variable, en profitant des divisions et tensions dans la puissance morcelée.

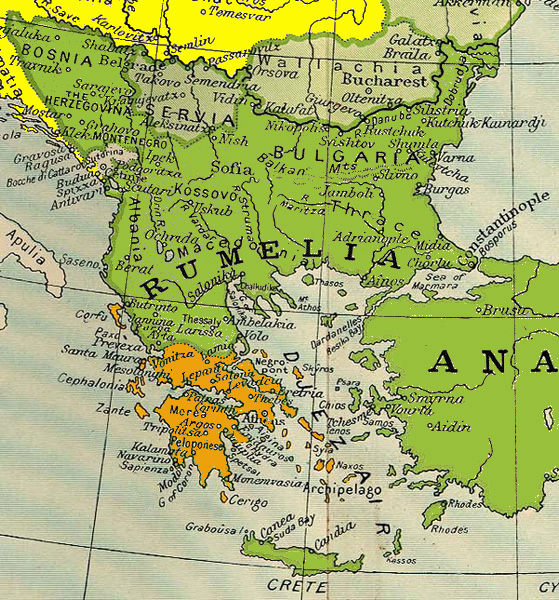
Les Balkans jusqu'en 1878.
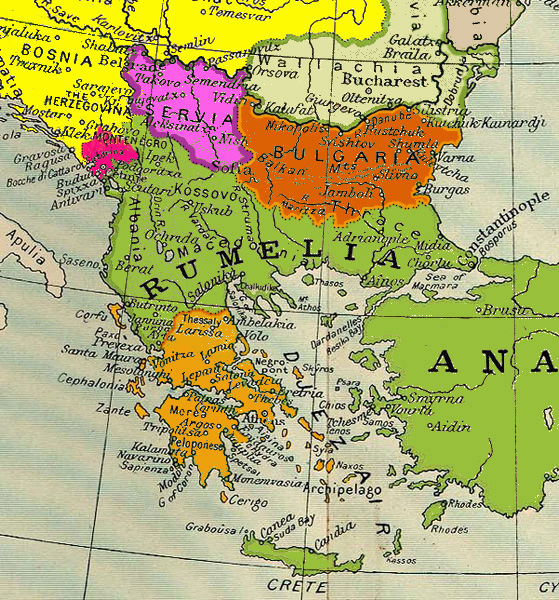
Les Balkans au Congrès de Berlin (1878).
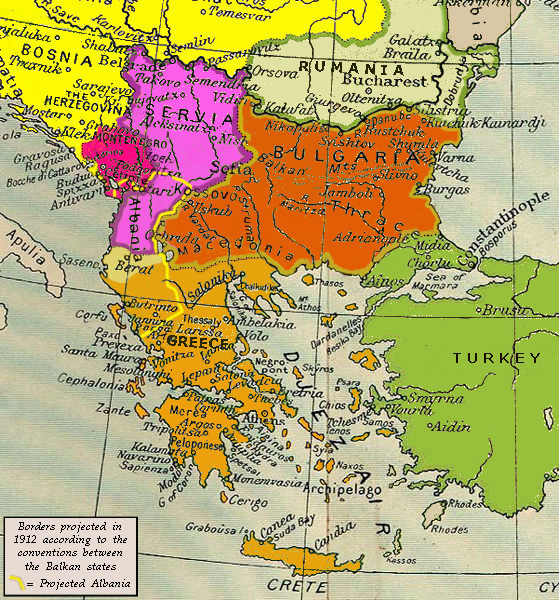
Les Balkans au Traité de Londres (1913).
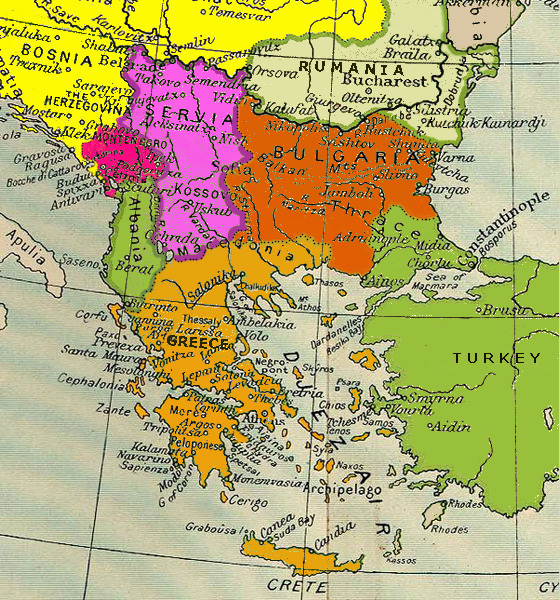
Les Balkans au Traité de Bucarest (1913).
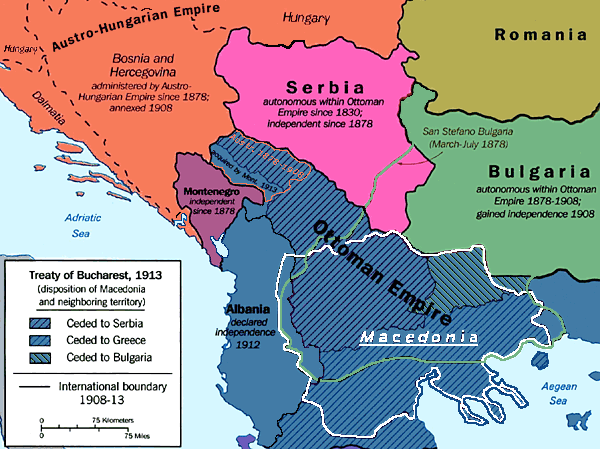
Partages de la Macédoine ottomane en 1913.
Dislocation de l'URSS (1990-1991).
Dislocation de la Yougoslavie (1991-1996).

## Sémantique
Rétrospectivement, le terme balkanisation est parfois employé en histoire et plus souvent dans les médias, pour désigner les luttes du XIXe siècle des divers peuples de l’Europe du Sud-Est pour s’émanciper des dominations de l’Empire ottoman (Filikí Etería, guerre d'indépendance grecque, comitadjis, Orim, yougoslavisme) et de l’Autriche-Hongrie (austroslavisme, trialisme), non sans une certaine condescendance ; en fait, cette balkanisation a surtout été voulue par le congrès de Berlin en 1878. Cette condescendance a conduit à préférer le terme plus neutre d’« Europe du Sud-Est » : c’est ainsi que le journal en ligne Balkan Times s’est lui-même renommé Southeast European Times en 2003.

## Retrait ottoman des Balkans
Sans être total (puisque la Turquie d'Europe existe toujours en Thrace orientale), le retrait de l’Empire ottoman des Balkans s’effectue en trois étapes :
- la première à l’issue de la guerre d’indépendance grecque concerne le sud de la Grèce ;
- la deuxième à l’issue de la guerre russo-turque de 1877-1878 concerne la moitié nord des pays slaves méridionaux;
- la troisième à l’issue des guerres balkaniques de 1912-1913 concerne l’Albanie, le Kosovo, le nord de la Grèce, la Macédoine et le sud de la Bulgarie.

## Dislocation de la Yougoslavie
Le terme balkanisation a été abondamment et naturellement (vue sa position géographique) utilisé pour désigner la dislocation de la Yougoslavie en sept États indépendants à la suite de la mort de Josip Broz Tito.

## Dislocation de l'URSS
Le terme balkanisation a aussi été utilisé pour désigner la dislocation de l'URSS en quinze États indépendants à la suite de l’échec de la perestroïka et de la glasnost tentées par Mikhaïl Gorbatchev.

## Balkanisation de l'Afrique
Bates, Coatsworth et Williamson ont soutenu que la balkanisation était largement observée en Afrique de l'Ouest, puis en Afrique de l'Est britannique. Dans les années 1960, les pays de la Communauté financière africaine ont commencé à opter pour « l'autonomie au sein de la communauté française » à l'ère postcoloniale. Les pays de la zone franc CFA ont été autorisés à imposer des tarifs douaniers, à réglementer le commerce et à gérer les services de transport. La Zambie, le Zimbabwe, le Malawi, l'Ouganda et la Tanzanie ont obtenu leur indépendance vers la fin de l'ère postcoloniale des grandes puissances. Cette période a également vu l'effondrement de la Fédération des Rhodésies et du Nyassaland ainsi que de la Haute Commission d'Afrique de l'Est. L'éclatement en nations d'aujourd'hui était le résultat du mouvement vers une économie fermée. Les pays adoptaient des politiques anti-commerciales et anti-marché. Les taux de droits de douane étaient 15 % plus élevés que dans les pays de l'OCDE au cours des années 1970 et 1980. De plus, les pays ont pris des mesures pour subventionner leurs industries locales, mais les marchés intérieurs étaient de petite taille. Les réseaux de transport étaient fragmentés ; les réglementations sur les flux de main-d'œuvre et de capitaux ont été renforcées ; des contrôles des prix ont été instaurés. Entre 1960 et 1990, la balkanisation a eu des conséquences désastreuses. Le PIB de ces régions représentait un dixième de celui des pays de l'OCDE.
La balkanisation a également entraîné ce que van de Valle a appelé des « taux de change généralement assez surévalués » en Afrique. Elle a contribué à ce que Bates, Coatsworth & Williamson a qualifié de décennie perdue en Afrique.
La stagnation économique n'a pris fin qu'au milieu des années 1990. Les pays de la région ont commencé à mettre en place des politiques de stabilisation plus strictes. Le taux de change initialement élevé est finalement retombé à un niveau plus raisonnable après les dévaluations de 1994. En 1994, le nombre de pays ayant un taux de change 50 % supérieur au taux de change officiel était passé de 18 à 4.

## Autres utilisations
Plus rarement, le terme balkanisation a pu être employé en géopolitique pour désigner divers autres processus d’émiettement, de dissensions internes ou d’affaiblissement (balkanisation du Caucase, balkanisation de l’Irak, balkanisation de la Syrie, voire balkanisation de l’Union européenne…).